# Премія «Люм'єр» (5-та церемонія)
5-та церемонія вручення Премії Люм'єр французької Академії Люм'єр відбулася 29 січня 2000 у Парижі. Церемонія проходила під головуванням Клаудії Кардинале. Вперше проводилися нагородження у номінація «Найперспективніший актор» та «Найперспективніша акторка». Фільм Жанна д'Арк отримав дві нагороди — як «Найкращий фільм» та за «Найкращу режисеру».

## Переможці
| Нагорода                  | Переможець                                           |
| ------------------------- | ---------------------------------------------------- |
| Найкращий фільм           | Жанна д'Арк                                          |
| Найкращий режисер         | Люк Бессон — Жанна д'Арк                             |
| Найкращий актор           | Філіп Торретон — Це починається сьогодні             |
| Найкраща акторка          | Карін Віар — Будь хоробрим!                          |
| Найкращий сценарій        | Даніель Томпсон, Крістофер Томпсон — Різдвяний пиріг |
| Найперспективніший актор  | Ромен Дюрі — Можливо                                 |
| Найперспективніша акторка | Одрі Тоту — Салон краси «Венера»                     |
| Найкращий іноземний фільм | Все про мою матір                                    |